# Cypripedium candidum
Cypripedium candidum es un miembro del género Cypripedium dentro de la familia Orchidaceae.

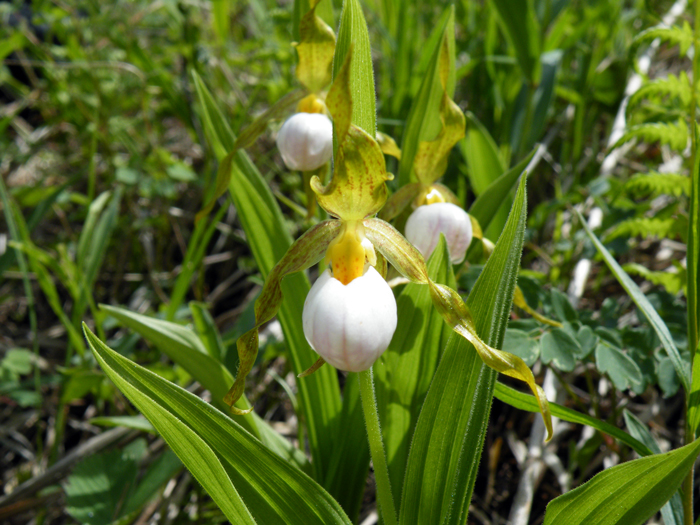
Vista de la planta

## Descripción
Cypripedium candidum alcanza una altura de 10 a 40 cm, y florece de mayo a junio.
Cypripedium candidum es una especie rara debido al hecho de que tiene una baja producción de  semillas causado porque las flores, a menudo, no son polinizadas, así como que su hábitat en las praderas húmedas y pantanos ha disminuido considerablemente por motivo del drenaje para la agricultura. 

## Distribución y hábitat
Se distribuyen por las praderas húmedas y pantanos, en los ricos suelos calcáreos de Norteamérica. En Canadá en Saskatchewan, Manitoba y Ontario. Y en los Estados Unidos en Alabama, Illinois, Indiana, Iowa, Kentucky, Maryland, Míchigan, Minnesota, Misuri, Nebraska, Nueva Jersey, Nueva York, Dakota del Norte, Ohio, Pensilvania, Dakota del Sur y Wisconsin.

## Taxonomía
Cypripedium calceolus fue descrita por Muhl. ex Willd. y publicado en Species Plantarum. Editio quarta 4(1): 142. 1805.
Etimología
El nombre del género viene de « Cypris », Venus, y de "pedilon" = "zapato" o "zapatilla" en referencia a su labelo inflado en forma de zapatilla.
candidum; epíteto latino que significa "muy blanco".
Sinónimos
- Calceolus candidus (Muhl. ex Willd.) Nieuwl. (1913)[3]

## Nombre común
- Español: Zapatilla de dama blanca pequeña